# Швеция на летних Олимпийских играх 2024

## Медали
| Медаль  | Спортсмен(ы)                                     | Вид спорта        | Дисциплина                         | Дата       |
| ------- | ------------------------------------------------ | ----------------- | ---------------------------------- | ---------- |
| Золото  | Сара Шёстрём                                     | Плавание          | 100 метров вольным стилем          | 31 июля    |
| Золото  | Сара Шёстрём                                     | Плавание          | 50 метров вольным стилем           | 4 августа  |
| Золото  | Арман Дюплантис                                  | Лёгкая атлетика   | Прыжки с шестом                    | 5 августа  |
| Золото  | Давид Оман Йонатан Хелльвиг                      | Пляжный волейбол  | Мужской турнир                     | 10 августа |
| Серебро | Виктор Линдгрен                                  | Стрельба          | Пневматическая винтовка, 10 метров | 29 июля    |
| Серебро | Вильма Бобек Ребекка Нетцлер                     | Парусный спорт    | 49-й FX                            | 2 августа  |
| Серебро | Трульс Мёрегорд                                  | Настольный теннис | Одиночный разряд                   | 4 августа  |
| Серебро | Антон Кельберг Трульс Мёрегорд Кристиан Карлссон | Настольный теннис | Командный разряд                   | 9 августа  |
| Бронза  | Тара Бабулфат                                    | Дзюдо             | До 48 кг                           | 27 июля    |
| Бронза  | Йенни Риссведс                                   | Маунтинбайк       | Кросс-кантри                       | 28 июля    |
| Бронза  | Антон Дальберг Ловиса Карлссон                   | Парусный спорт    | 470                                | 8 августа  |

| Вид спорта        | 1 | 2 | 3 | Всего |
| Плавание          | 2 | 0 | 0 | 2     |
| Настольный теннис | 0 | 2 | 0 | 2     |
| Парусный спорт    | 0 | 1 | 1 | 2     |
| Лёгкая атлетика   | 1 | 0 | 0 | 1     |
| Пляжный волейбол  | 1 | 0 | 0 | 1     |
| Велоспорт         | 0 | 0 | 1 | 1     |
| Дзюдо             | 0 | 0 | 1 | 1     |
| Стрельба          | 0 | 1 | 0 | 1     |
| Всего             | 4 | 4 | 3 | 11    |

| Медали по датам | Медали по датам | Медали по датам | Медали по датам | Медали по датам | Медали по датам |
| --------------- | --------------- | --------------- | --------------- | --------------- | --------------- |
| Дата            | 1               | 2               | 3               | Всего           |                 |
| 27 июля         | 0               | 0               | 1               | 1               |                 |
| 28 июля         | 0               | 0               | 1               | 1               |                 |
| 29 июля         | 0               | 1               | 0               | 1               |                 |
| 31 июля         | 1               | 0               | 0               | 1               |                 |
| 2 августа       | 0               | 1               | 0               | 1               |                 |
| 4 августа       | 1               | 1               | 0               | 2               |                 |
| 5 августа       | 1               | 0               | 0               | 1               |                 |
| 8 августа       | 0               | 0               | 1               | 1               |                 |
| 9 августа       | 0               | 1               | 0               | 1               |                 |
| 10 августа      | 1               | 0               | 0               | 1               |                 |
| Всего           | 4               | 4               | 3               | 11              |                 |

| Мультимедалисты | Мультимедалисты   | Мультимедалисты | Мультимедалисты | Мультимедалисты | Мультимедалисты | Мультимедалисты |
| --------------- | ----------------- | --------------- | --------------- | --------------- | --------------- | --------------- |
| Спортсмен       | Вид спорта        | 1               | 2               | 3               | Всего           |                 |
| Сара Шёстрём    | Плавание          | 2               | 0               | 0               | 2               |                 |
| Трульс Мёрегорд | Настольный теннис | 0               | 2               | 0               | 2               |                 |

| Медали по полу | Медали по полу | Медали по полу | Медали по полу | Медали по полу |
| -------------- | -------------- | -------------- | -------------- | -------------- |
| Пол            | 1              | 2              | 3              | Всего          |
| Мужчины        | 2              | 3              | 0              | 5              |
| Женщины        | 2              | 1              | 2              | 5              |
| Микст          | 0              | 0              | 1              | 1              |
| Всего          | 4              | 4              | 3              | 11             |

## Квалификация
| № п/п | Вид спорта                  | Мужчины        | Мужчины                | Женщины        | Женщины                | Всего          | Всего                  |
| № п/п | Вид спорта                  | Завоевано квот | Количество спортсменов | Завоевано квот | Количество спортсменов | Завоевано квот | Количество спортсменов |
| ----- | --------------------------- | -------------- | ---------------------- | -------------- | ---------------------- | -------------- | ---------------------- |
| 1     | Бокс                        | 1              | 1                      | 1              | 1                      | 2              | 2                      |
| 2     | Борьба                      |                |                        | 2              | 2                      | 2              | 2                      |
| 3     | Велоспорт                   | 1              | 1                      | 2              | 2                      | 3              | 3                      |
| 4     | Гандбол                     | 1              | 16                     | 1              | 15                     | 2              | 31                     |
| 5     | Гольф                       | 2              | 2                      | 2              | 2                      | 4              | 4                      |
| 6     | Гребля на байдарках и каноэ | 3              | 2                      | 3              | 3                      | 6              | 5                      |
| 7     | Дзюдо                       | 1              | 1                      | 1              | 1                      | 2              | 2                      |
| 8     | Конный спорт                | 4              | 4                      | 5              | 5                      | 12             | 9                      |
| 9     | Лёгкая атлетика             | 13             | 13                     | 10             | 9                      | 23             | 22                     |
| 10    | Настольный теннис           | 3              | 3                      | 3              | 3                      | 7              | 6                      |
| 11    | Парусный спорт              |                | 2                      | 3              | 6                      | 5              | 8                      |
| 12    | Плавание                    | 8              | 6                      | 10             | 7                      | 19             | 13                     |
| 13    | Пляжный волейбол            | 1              | 2                      |                |                        | 1              | 2                      |
| 14    | Прыжки в воду               |                |                        | 1              | 1                      | 1              | 1                      |
| 15    | Скейтбординг                | 1              | 1                      |                |                        | 1              | 1                      |
| 16    | Современное пятиборье       |                |                        | 1              | 1                      | 1              | 1                      |
| 17    | Стрельба                    | 7              | 5                      | 2              | 2                      | 9              | 7                      |
| 18    | Триатлон                    |                |                        | 1              | 1                      | 1              | 1                      |
|       | ИТОГО                       | 46             | 59                     | 48             | 61                     | 101            | 120                    |

## Состав команды
Бокс
1. Небиль Ибрагим[англ.]
2. Агнес Алексиуссон[англ.]

 Борьба
1. Йонна Мальмгрен
2. Сара Юханна Линдборг

Велоспорт
 Шоссейный велоспорт
1. Якоб Сёдерквист[англ.]
2. Каролина Андерссон[англ.]

 Маунтинбайк
1. Йенни Риссведс

 Гандбол
1. Йонатан Карлсбогорд
2. Макс Дарь}
3. Феликс Мёллер
4. Даниэль Петтерссон
5. Андреас Палика
6. Себастьян Карлссон[англ.]
7. Тобиас Тулин
8. Хампус Ванне
9. Феликс Клор
10. Лукас Пеллас
11. Альбин Лагергрен
12. Юнатан Эдвардссон
13. Йим Готтфридссон
14. Оскар Бергендаль[англ.]
15. Лукас Санделл[англ.]
16. Карл Валлиниус[англ.]
17. Йоханна Бундсен[англ.]
18. Нина Коппанг
19. Карин Стрёмберг[англ.]
20. Линн Блом[англ.]
21. Ямина Робертс[англ.]
22. Матильда Линдстрём[англ.]
23. Эвелина Эрикссон[англ.]
24. Эмма Линдквист[англ.]
25. Натали Хагман[англ.]
26. Кристин Торлейфсдоттир[англ.]
27. София Хвенфельт[англ.]
28. Элин Ханссон[англ.]
29. Дженни Карлсон[англ.]
30. Оливия Лёфквист[англ.]
31. Тира Акснер[англ.]

 Гольф
1. Людвиг Оберг[англ.]
2. Алекс Норен[англ.]
3. Линн Грант[англ.]
4. Майя Штарк[англ.]

Гребля на байдарках и каноэ
 Гребля на гладкой воде
1. Мартин Нателл[англ.]
2. Мелина Андерссон
3. Линнеа Стенсилс[англ.]
4. Моа Викберг[англ.]

 Гребной слалом
1. Исак Эрстрём[англ.]

 Дзюдо
1. Маркус Нюман
2. Тара Бабулфат[англ.]

 Конный спорт
1. Патрик Киттель[англ.]
2. Хенрик фон Экерманн[англ.]
3. Рольф-Йёран Бенгтссон[англ.]
4. Педер Фредриксон
5. Юлиетте Рамель[англ.]
6. Тереза Нильсхаген[англ.]
7. Фрида Андерсен[англ.]
8. Луиза Ромейке[англ.]
9. София Шёборг[англ.]

 Лёгкая атлетика
1. Хенрик Ларссон[англ.]
2. Эрик Эрландссон[англ.]
3. Андреас Крамер
4. Самуэль Пильстрём[англ.]
5. Андреас Альмгрен[англ.]
6. Карл Бенгтстрём[англ.]
7. Оскар Эдлунд[англ.]
8. Сулдан Хассан[англ.]
9. Персеус Карлстрём
10. Арман Дюплантис
11. Тобиас Монтлер[англ.]
12. Даниэль Столь
13. Рагнар Карлссон[англ.]
14. Юлия Хенрикссон[англ.]
15. Нора Линдаль[англ.]
16. Каролина Викстрём[англ.]
17. Майя Оскаг[англ.]
18. Фанни Роос
19. Акселина Йоханссон[англ.]
20. Ванесса Камга
21. Кайса-Мари Линдфорс[англ.]
22. Теа Лёфман[англ.]

 Настольный теннис
1. Трульс Мёрегорд
2. Антон Кельберг[англ.]
3. Кристиан Карлссон
4. Линда Бергстрём[англ.]
5. Кристина Кельберг[англ.]
6. Филиппа Берганд[англ.]

 Парусный спорт
1. Антон Дальберг[англ.]
2. Эмиль Йерудд[англ.]
3. Иоганна Хьертберг[англ.]
4. Юсефин Ульссон
5. Вильма Бобек[англ.]
6. Ребекка Нетцлер[англ.]
7. Ловиса Карлссон[англ.]
8. Сесилия Юнссон[англ.]

 Плавание
1. Бьорн Селигер[англ.]
2. Виктор Юханссон[англ.]
3. Эрик Перссон[англ.]
4. Робин Хансон[англ.]
5. Элиас Перссон[англ.]
6. Исак Элиассон[англ.]
7. Сара Шёстрём
8. Мишель Колеман
9. Луис Ханссон
10. Софи Ханссон
11. Сара Юневик[англ.]
12. София Остедт[англ.]
13. Ханна Росвалль[англ.]

 Пляжный волейбол
1. Давид Оман[англ.]
2. Йонатан Хелльвиг[англ.]

 Прыжки в воду
1. Эмилия Нильссон[англ.]

 Скейтбординг
1. Хампус Винберг[англ.]

 Современное пятиборье
1. Марлена Явайд[англ.]

 Стрельба
1. Виктор Линдгрен[англ.]
2. Маркус Мадсен[англ.]
3. Рикард Левин-Андерссон[англ.]
4. Стефан Нильссон[англ.]
5. Маркус Свенссон
6. Стина Лавнер[англ.]
7. Виктория Ларссон[англ.]

 Триатлон
1. Тильда Менссон[англ.]

## Бокс
Швеция завоевала одно место в мужской турнир по боксу на Европейских играх 2023 года в Новы-Тарг, Польша и одно место в женский турнир на 2-м мировом Олимпийском квалификационном турнире 2024 года в Бангкоке, Таиланд.
| Спортсмен         | Категория     | 1/16 финала                  | 1/8 финала                 | Четвертьфиналы        | Полуфиналы            | Финал                 | Финал                 |
| Спортсмен         | Категория     | Соперник Результат           | Соперник Результат         | Соперник Результат    | Соперник Результат    | Соперник Результат    | Место                 |
| ----------------- | ------------- | ---------------------------- | -------------------------- | --------------------- | --------------------- | --------------------- | --------------------- |
| Небиль Ибрагим    | Мужчины 57 кг | PLEВасим Абусал В 5–0        | UZBАбдумалик Халоков П 0–5 | завершил выступление  | завершил выступление  | завершил выступление  | завершил выступление  |
| Агнес Алексиуссон | Женщины 60 кг | ECUМариа Хосе Паласиос П 1–4 | завершила выступление      | завершила выступление | завершила выступление | завершила выступление | завершила выступление |

## Борьба
Швеция завоевала одно место в женской вольной борьбе на Чемпионате мира по борьбе 2023 года в Белграде, Сербия. Второе место в женской вольной борьбе Швеция получила в результате перераспределения квот.
Женская борьба
| Спортсмен            | Категория | 1/8 финала                 | Четвертьфиналы        | Полуфиналы            | Утешит. поединки      | Финал /За 3 место     | Финал /За 3 место |
| Спортсмен            | Категория | Соперник Результат         | Соперник Результат    | Соперник Результат    | Соперник Результат    | Соперник Результат    | Место             |
| -------------------- | --------- | -------------------------- | --------------------- | --------------------- | --------------------- | --------------------- | ----------------- |
| Йонна Мальмгрен      | до 53 кг  | VENБетзабет Аргуэльо В 5–0 | CHNПан Цяньюй П 1–3   | завершила выступление | завершила выступление | завершила выступление | 7                 |
| Сара Юханна Линдборг | до 62 кг  | BULБиляна Дудова П 1–3     | завершила выступление | завершила выступление | завершила выступление | завершила выступление | 10                |

## Велоспорт

### Шоссейные велогонки
Швеция получила одно место в женской групповой гонке на шоссе по рейтингу UCI и одно место в мужской групповой гонке по результатам Чемпионата мира по шоссейным велогонкам 2023 года в Глазго, Великобритания.
| Спортсмен          | Дисциплина               | Время   | Место |
| ------------------ | ------------------------ | ------- | ----- |
| Якоб Сёдерквист    | Групповая гонка, мужчины | 6:33.56 | 58    |
| Каролина Андерссон | Групповая гонка, женщины | 4:02.57 | 14    |

### Маунтинбайк
Швеция завоевала одно место в женские соревнования по маунтинбайку в соответствии с Олимпийским квалификационным рейтингом UCI.
| Спортсмен      | Категория | Время   | Место |
| -------------- | --------- | ------- | ----- |
| Йенни Риссведс | Женщины   | 1:29.04 | 3     |

## Гандбол
Мужская гандбольная команда Швеции завоевала право участвовать в олимпийском турнире, заняв третье место на Чемпионате Европы по гандболу 2024 года в Германии. Женская сборная Швеции добилась того же, заняв второе место на Олимпийском квалификационном турнире 2024 года в Дебрецене, Венгрия.
| Команда | Соревнование   | Групповая стадия | Групповая стадия | Групповая стадия | Групповая стадия         | Групповая стадия | Групповая стадия | Четвертьфиналы    | Полуфиналы        | Финал / Матч за 3 место | Финал / Матч за 3 место |
| Команда | Соревнование   | Соперник Счёт    | Соперник Счёт    | Соперник Счёт    | Соперник Счёт            | Соперник Счёт    | Место            | Соперник Счёт     | Соперник Счёт     | Соперник Счёт           | Место                   |
| ------- | -------------- | ---------------- | ---------------- | ---------------- | ------------------------ | ---------------- | ---------------- | ----------------- | ----------------- | ----------------------- | ----------------------- |
| Швеция  | Мужской турнир | Германия П 27–30 | Испания В 29–26  | Словения П 24–29 | Хорватия В 38–27         | Япония В 40–27   | 4 Q              | Дания П 31–32     | Did not advance   | Did not advance         | 7                       |
| Швеция  | Женский турнир | Норвегия В 32–28 | Германия В 31–28 | Дания П 23–25    | Республика Корея В 27–21 | Словения В 27–23 | 2 Q              | Венгрия В 36–32ET | Франция П 28–31ET | Дания П 25–30           | 4                       |

### Мужской турнир
Состав команды
Состав команды был объявлен 24 июля 2024 года. 28 июля Феликс Мёллер заменил Макса Даря из-за травмы, а 1 августа Йонатан Эдвардссон заменил Даниэля Петерссона. 

Тренер:  Гленн Сольберг
- Йонатан Карлсбогорд ЛП
- Макс Дарь Л
- Феликс Мёллер Л
- Даниэль Петтерссон ПК
- Андреас Палика ГК
- Себастьян Карлссон[англ.] ПК
- Тобиас Тулин ГК
- Хампус Ванне ПК
- Феликс Клор Р
- Лукас Пеллас ПК
- Альбин Лагергрен ПП
- Юнатан Эдвардссон Р
- Йим Готтфридссон Р
- Оскар Бергендаль[англ.] Л
- Лукас Санделл[англ.] ПП
- Карл Валлиниус[англ.] ЛП

Групповой этап
| Поз | Команда  | И | В | Н | П | МЗ  | МП  | РМ  | О | Квалификация   |
| --- | -------- | - | - | - | - | --- | --- | --- | - | -------------- |
| 1   | Германия | 5 | 4 | 0 | 1 | 162 | 144 | +18 | 8 | Четвертьфиналы |
| 2   | Словения | 5 | 3 | 0 | 2 | 140 | 142 | −2  | 6 | Четвертьфиналы |
| 3   | Испания  | 5 | 3 | 0 | 2 | 151 | 148 | +3  | 6 | Четвертьфиналы |
| 4   | Швеция   | 5 | 3 | 0 | 2 | 158 | 139 | +19 | 6 | Четвертьфиналы |
| 5   | Хорватия | 5 | 2 | 0 | 3 | 148 | 156 | −8  | 4 |                |
| 6   | Япония   | 5 | 0 | 0 | 5 | 143 | 173 | −30 | 0 |                |

| 27 июля 2024 19:00 | Германия | 30 : 27   | Швеция  | Арена 6 Южный Париж, Париж Зрителей: 5739 Судьи: Хансен, Медсен (DEN) |
| 27 июля 2024 19:00 | Ущинс 8  | (12 : 11) | Ванне 8 | Арена 6 Южный Париж, Париж Зрителей: 5739 Судьи: Хансен, Медсен (DEN) |
| 27 июля 2024 19:00 | 1×       | протокол  | 2×      | Арена 6 Южный Париж, Париж Зрителей: 5739 Судьи: Хансен, Медсен (DEN) |

| 29 июля 2024 16:00 | Швеция          | 29 : 26   | Испания     | Арена 6 Южный Париж, Париж |
| 29 июля 2024 16:00 | три игрока по 5 | (11 : 11) | Фернандес 7 | Арена 6 Южный Париж, Париж |
| 29 июля 2024 16:00 | 4× 1×           |           | 51×         | Арена 6 Южный Париж, Париж |

| 31 июля 2024 16:00 | Словения | 29:24    | Швеция  | Арена 6 Южный Париж, Париж Зрителей: 5813 Судьи: Бруннер, Салах (Швейцария) |
| 31 июля 2024 16:00 | Янц 10   | (15:14)  | Ванне 6 | Арена 6 Южный Париж, Париж Зрителей: 5813 Судьи: Бруннер, Салах (Швейцария) |
| 31 июля 2024 16:00 | 4× 1×    | протокол | 3× 1×   | Арена 6 Южный Париж, Париж Зрителей: 5813 Судьи: Бруннер, Салах (Швейцария) |

| 2 августа 2024 14:00 | Хорватия     | 27:38    | Швеция   | Арена 6 Южный Париж, Париж Зрителей: 5774 Судьи: Ш. Бонавантюра, Ж. Бонавантюра (FRA) |
| 2 августа 2024 14:00 | Мартинович 8 | (15:18)  | Пеллас 9 | Арена 6 Южный Париж, Париж Зрителей: 5774 Судьи: Ш. Бонавантюра, Ж. Бонавантюра (FRA) |
| 2 августа 2024 14:00 | 4× 1×        | протокол | 3×       | Арена 6 Южный Париж, Париж Зрителей: 5774 Судьи: Ш. Бонавантюра, Ж. Бонавантюра (FRA) |

| 4 августа 2024 09:00 | Швеция     | 40 : 27  | Япония     | Арена 6 Южный Париж, Париж Зрителей: 5808 Судьи: Шульце, Тённис (GER) |
| 4 августа 2024 09:00 | Карлссон 6 | (16:9)   | Судзиока 9 | Арена 6 Южный Париж, Париж Зрителей: 5808 Судьи: Шульце, Тённис (GER) |
| 4 августа 2024 09:00 | 2×         | протокол | 2×         | Арена 6 Южный Париж, Париж Зрителей: 5808 Судьи: Шульце, Тённис (GER) |

Четвертьфинал
| 7 августа 2024 17:30 | Дания    | 32 : 31  | Швеция | Стадион «Пьер Моруа», Лилль Зрителей: 26 449 Судьи: Ш. Бонавантюра, Ж. Бонавантюра (FRA) |
| 7 августа 2024 17:30 | Пютлик 9 | (16:16)  | Клор 7 | Стадион «Пьер Моруа», Лилль Зрителей: 26 449 Судьи: Ш. Бонавантюра, Ж. Бонавантюра (FRA) |
| 7 августа 2024 17:30 | 3× 2×    | протокол | 4× 1×  | Стадион «Пьер Моруа», Лилль Зрителей: 26 449 Судьи: Ш. Бонавантюра, Ж. Бонавантюра (FRA) |

### Женский турнир
Состав команды
Состав команды был объявлен 4 июня 2024 года. 26 июля Оливия Лёфквист заменила Софию Хвенфельт из-за травмы.
Тренер:  Томас Акснер
- Йоханна Бундсен[англ.] ГК
- Нина Коппанг ПП
- Карин Стрёмберг[англ.] Р
- Линн Блом[англ.] Л
- Ямина Робертс[англ.] ЛП
- Матильда Линдстрём[англ.] ПК
- Эвелина Эрикссон[англ.] ГК
- Эмма Линдквист[англ.] Р
- Натали Хагман[англ.] ПК
- Кристин Торлейфсдоттир[англ.] ЛП
- София Хвенфельт[англ.] Л
- Элин Ханссон[англ.] ПК
- Дженни Карлсон[англ.] Р
- Оливия Лёфквист[англ.] Л
- Тира Акснер[англ.] ЛП

Групповой этап
| Поз | Команда          | И | В | Н | П | МЗ  | МП  | РМ  | О | Квалификация   |
| --- | ---------------- | - | - | - | - | --- | --- | --- | - | -------------- |
| 1   | Норвегия         | 5 | 4 | 0 | 1 | 140 | 110 | +30 | 8 | Четвертьфиналы |
| 2   | Швеция           | 5 | 4 | 0 | 1 | 140 | 125 | +15 | 8 | Четвертьфиналы |
| 3   | Дания            | 5 | 4 | 0 | 1 | 126 | 116 | +10 | 8 | Четвертьфиналы |
| 4   | Германия         | 5 | 1 | 0 | 4 | 136 | 134 | +2  | 2 | Четвертьфиналы |
| 5   | Республика Корея | 5 | 1 | 0 | 4 | 107 | 133 | −26 | 2 |                |
| 6   | Словения         | 5 | 1 | 0 | 4 | 116 | 147 | −31 | 2 |                |

| 25 июля 2024 21:00 | Норвегия           | 28 : 32  | Швеция   | Арена 6 Южный Париж, Париж Зрителей: 5808 Судьи: Гарсия, Марин (ESP) |
| 25 июля 2024 21:00 | Мёрк, Офтедал по 7 | (17:15)  | Хагман 8 | Арена 6 Южный Париж, Париж Зрителей: 5808 Судьи: Гарсия, Марин (ESP) |
| 25 июля 2024 21:00 | 3× 1×              | протокол | 5× 1×    | Арена 6 Южный Париж, Париж Зрителей: 5808 Судьи: Гарсия, Марин (ESP) |

| 28 июля 2024 14:00 | Швеция    | 31 : 28  | Германия        | Арена 6 Южный Париж, Париж Зрителей: 5815 Судьи: Павичевич, Ражнатович (Черногория) |
| 28 июля 2024 14:00 | Карлсон 7 | (19:12)  | три игрока по 5 | Арена 6 Южный Париж, Париж Зрителей: 5815 Судьи: Павичевич, Ражнатович (Черногория) |
| 28 июля 2024 14:00 | 4×        | протокол | 3×              | Арена 6 Южный Париж, Париж Зрителей: 5815 Судьи: Павичевич, Ражнатович (Черногория) |

| 30 июля 2024 21:00 | Швеция   | 23:25    | Дания              | Арена 6 Южный Париж, Париж Зрителей: 5834 Судьи: А. Конжичанин, Д. Конжичанин (Босния и Герцеговина) |
| 30 июля 2024 21:00 | Хагман 6 | (14:14)  | четыре игрока по 4 | Арена 6 Южный Париж, Париж Зрителей: 5834 Судьи: А. Конжичанин, Д. Конжичанин (Босния и Герцеговина) |
| 30 июля 2024 21:00 | 4×       | протокол | 3× 1×              | Арена 6 Южный Париж, Париж Зрителей: 5834 Судьи: А. Конжичанин, Д. Конжичанин (Босния и Герцеговина) |

| 1 августа 2024 11:00 | Республика Корея | 21 : 27  | Швеция      | Арена 6 Южный Париж, Париж Зрителей: 5653 Судьи: Гарсия, Паолантони (ARG) |
| 1 августа 2024 11:00 | Кан Кюнь Мин 5   | (11:16)  | Линдквист 5 | Арена 6 Южный Париж, Париж Зрителей: 5653 Судьи: Гарсия, Паолантони (ARG) |
| 1 августа 2024 11:00 | 2×               | протокол |             | Арена 6 Южный Париж, Париж Зрителей: 5653 Судьи: Гарсия, Паолантони (ARG) |

| 3 августа 2024 16:00 | Словения  | 23 : 27  | Швеция   | Арена 6 Южный Париж, Париж Зрителей: 5801 Судьи: Бруннер, Салах (SUI) |
| 3 августа 2024 16:00 | Омореги 9 | (14:11)  | Хагман 5 | Арена 6 Южный Париж, Париж Зрителей: 5801 Судьи: Бруннер, Салах (SUI) |
| 3 августа 2024 16:00 | 2×        | протокол | 1×       | Арена 6 Южный Париж, Париж Зрителей: 5801 Судьи: Бруннер, Салах (SUI) |

Четвертьфинал
| 6 августа 2024 17:30 | Венгрия           | 32 : 36 (ОТ) | Швеция    | Стадион «Пьер Моруа», Лилль Зрителей: 22 408 Судьи: А. Конжичанин, Д. Конжичанин (Босния и Герцеговина) |
| 6 августа 2024 17:30 | Клуйбер 11        | (15:16)      | Коппанг 7 | Стадион «Пьер Моруа», Лилль Зрителей: 22 408 Судьи: А. Конжичанин, Д. Конжичанин (Босния и Герцеговина) |
| 6 августа 2024 17:30 | 3× 1×             | протокол     | 4×        | Стадион «Пьер Моруа», Лилль Зрителей: 22 408 Судьи: А. Конжичанин, Д. Конжичанин (Босния и Герцеговина) |
| 6 августа 2024 17:30 | ОВ: 29:29 ОТ: 3:7 |              |           | Стадион «Пьер Моруа», Лилль Зрителей: 22 408 Судьи: А. Конжичанин, Д. Конжичанин (Босния и Герцеговина) |

Полуфинал
| 8 августа 2024 16:30 | Швеция            | 28 : 31 (ОТ) | Франция   | Стадион «Пьер Моруа», Лилль Зрителей: 24 688 Судьи: Кютлер, Мерц (GER) |
| 8 августа 2024 16:30 | Хагман 6          | (12:10)      | Горачек 8 | Стадион «Пьер Моруа», Лилль Зрителей: 24 688 Судьи: Кютлер, Мерц (GER) |
| 8 августа 2024 16:30 | 3×                | протокол     | 5× 1×     | Стадион «Пьер Моруа», Лилль Зрителей: 24 688 Судьи: Кютлер, Мерц (GER) |
| 8 августа 2024 16:30 | ОВ: 25:25 ОТ: 3:6 |              |           | Стадион «Пьер Моруа», Лилль Зрителей: 24 688 Судьи: Кютлер, Мерц (GER) |

Матч за 3 место
| 10 августа 2024 10:00 | Дания     | 30 : 25  | Швеция   | Стадион «Пьер Моруа», Лилль Зрителей: 13 179 Судьи: Йёрум, Клевен (NOR) |
| 10 августа 2024 10:00 | Хёйлунн 5 | (15:13)  | Хагман 5 | Стадион «Пьер Моруа», Лилль Зрителей: 13 179 Судьи: Йёрум, Клевен (NOR) |
| 10 августа 2024 10:00 | 4× 1×     | протокол | 3× 1×    | Стадион «Пьер Моруа», Лилль Зрителей: 13 179 Судьи: Йёрум, Клевен (NOR) |

## Гольф
Швеция получила по два места в мужские и женские соревнования по гольфу в соответствии с рейтингом IGF.
| Сопртсмен    | Категория | Раунд 1 | Раунд 2 | Раунд 3 | Раунд 4 | Итого | Итого | Итого |
| Сопртсмен    | Категория | Счет    | Счет    | Счет    | Счет    | Счет  | К пар | Место |
| ------------ | --------- | ------- | ------- | ------- | ------- | ----- | ----- | ----- |
| Людвиг Оберг | Мужчины   | 68      | 70      | 66      | 72      | 276   | −8    | =18   |
| Алекс Норен  | Мужчины   | 67      | 74      | 71      | 73      | 285   | +1    | =45   |
| Линн Грант   | Женщины   | 74      | 71      | 73      | 71      | 289   | +1    | =27   |
| Майя Штарк   | Женщины   | 72      | 72      | 71      | 69      | 284   | −4    | =10   |

## Гребля на байдарках и каноэ

### Гладкая вода
Швеция завоевала право выставить три лодки в соревнованиях по гребле на байдарках и каноэ на гладкой воде по результатам Чемпионата мира 2023 года в Дуйсбурге, Германия. Еще одну лодку Швеция получила возможность заявить благодаря квалификации гребцов в других дисциплинах согласно правилам ICF.
Мужчины
| Спортсмен     | Дисциплина               | Заезды  | Заезды | Четвертьфиналы | Четвертьфиналы | Полуфиналы | Полуфиналы | Финалы  | Финалы |
| Спортсмен     | Дисциплина               | Время   | Место  | Время          | Место          | Время      | Место      | Время   | Место  |
| ------------- | ------------------------ | ------- | ------ | -------------- | -------------- | ---------- | ---------- | ------- | ------ |
| Мартин Нателл | Байдарка-одиночка 1000 м | 3.28,36 | 2 SF   | —              | —              | 3.30,14    | 4 FA       | 3.31,06 | 7      |

Женщины
| Спортсмен                   | Дисциплина              | Заезды  | Заезды | Четвертьфиналы | Четвертьфиналы | Полуфиналы | Полуфиналы | Финалы  | Финалы |
| Спортсмен                   | Дисциплина              | Время   | Место  | Время          | Место          | Время      | Место      | Время   | Место  |
| --------------------------- | ----------------------- | ------- | ------ | -------------- | -------------- | ---------- | ---------- | ------- | ------ |
| Мелина Андерссон            | Байдарка-одиночка 500 м | 1.51,84 | 3 QF   | 1.49,21        | 1SF            | 1.50,79    | 4 FB       | 1.52,65 | 12     |
| Линнеа Стенсилс             | Байдарка-одиночка 500 м | 1.50,16 | 1 SF   | —              | —              | 1.50,75    | 3 FB       | 1.52,59 | 11     |
| Линнеа Стенсилс Моа Викберг | Байдарка-двойка 500 м   | 1.40,97 | 2 SF   | —              | —              | 1.40,06    | 5 FB       | 1.42,05 | 9      |

### Гребной слалом
Швеция по итогам Чемпионата мира по гребному слалому в Лондоне, Великобритания получила право выставить одну лодку в мужских соревнованиях на байдарках, а также автоматически в кроссе на байдарках у мужчин.
Мужчины
| Спортсмен    | Дисциплина        | Заезды    | Заезды | Заезды    | Заезды | Заезды       | Заезды | Полуфинал | Полуфинал | Финал  | Финал |
| Спортсмен    | Дисциплина        | 1 попытка | Место  | 2 попытка | Место  | Лучшее время | Место  | Время     | Место     | Время  | Место |
| ------------ | ----------------- | --------- | ------ | --------- | ------ | ------------ | ------ | --------- | --------- | ------ | ----- |
| Исак Эрстрём | Байдарка-одиночка | 89,43     | 13     | 135,55    | 21     | 89,43        | 15 SF  | 94,69     | 9 F       | 147,39 | 12    |

Кросс на байдарках
| Спортсмен    | Категория | Квалиф. время | Место | 1 круг | Утеш. заезды | 2 круг | Четвертьфиналы       | Полуфиналы           | Финал                | Место |
| ------------ | --------- | ------------- | ----- | ------ | ------------ | ------ | -------------------- | -------------------- | -------------------- | ----- |
| Исак Эрстрём | Мужчины   | 70,29         | 16    | 2 Q    | —            | 4      | завершил выступление | завершил выступление | завершил выступление | 28    |

## Дзюдо
Швеция получила по рейтингу IJF по одному месту в мужских и женских соревнованиях.
| Спортсмен     | Категория        | 1/16 финала                | 1/8 финала                     | Четвертьфиналы            | Полуфиналы               | Утеш. поединки       | Финал / За 3 место           | Финал / За 3 место   |
| Спортсмен     | Категория        | Соперник Результат         | Соперник Результат             | Соперник Результат        | Соперник Результат       | Соперник Результат   | Соперник Результат           | Место                |
| ------------- | ---------------- | -------------------------- | ------------------------------ | ------------------------- | ------------------------ | -------------------- | ---------------------------- | -------------------- |
| Маркус Нюман  | Мужчины до 90 кг | GERЭдуард Триппель В 01–00 | UAEАрам Григорян П 00–10       | завершил выступление      | завершил выступление     | завершил выступление | завершил выступление         | завершил выступление |
| Тара Бабулфат | Женщины до 48 кг | KORЛи Хэ Гён В 10–00       | UZBХалимажон Курбонова В 10–00 | ITAАссунта Скутто В 10–00 | JPNНацуми Цунода П 00–10 | —                    | KAZАбиба Абужакынова В 10–00 | 3                    |

## Конный спорт
Швеция завоевала максимально возможное количество мест в олимпийском турнире по конному спорту — по команде из трех человек и три места в личных соревнованиях во всех трех олимпийских дисциплинах конного спорта. Команда по троеборью квалифицировалась через Чемпионат мира по троеборью 2022 года в Италии. Команды по выездке и конкуру квалифицировались через Чемпионат мира FEI 2022 года в Хернинге, Дания.

### Выездка
| Спортсмен                                       | Лошадь            | Дисциплина       | Гран При | Гран При | Специальный Гран При | Специальный Гран При | Произвольный Гран При | Произвольный Гран При |
| Спортсмен                                       | Лошадь            | Дисциплина       | Баллы    | Место    | Баллы                | Место                | Баллы                 | Место                 |
| ----------------------------------------------- | ----------------- | ---------------- | -------- | -------- | -------------------- | -------------------- | --------------------- | --------------------- |
| Патрик Киттель                                  | Touchdown         | Личный турнир    | 74,317   | 13 Q     | —                    | —                    | 80,854                | 14                    |
| Тереза Нильсхаген                               | Dante Weltino OLD | Личный турнир    | 73,991   | 15 q     | —                    | —                    | 74,714                | 18                    |
| Юлиетте Рамель                                  | Buriel K.H.       | Личный турнир    | 71,553   | 25       | —                    | —                    | завершил выступление  | завершил выступление  |
| Патрик Киттель Тереза Нильсхаген Юлиетте Рамель | См. выше          | Командный турнир | 219,861  | 5 Q      | 212,811              | 7                    | —                     | —                     |

### Троеборье
| Спортсмен                                 | Лошадь                     | Дисциплина       | Выездка | Выездка | Кросс | Кросс  | Кросс | Конкур       | Конкур       | Конкур       | Конкур                | Конкур                | Конкур                | Всего  | Всего |
| Спортсмен                                 | Лошадь                     | Дисциплина       | Выездка | Выездка | Кросс | Кросс  | Кросс | Квалификация | Квалификация | Квалификация | Финал                 | Финал                 | Финал                 | Всего  | Всего |
| Спортсмен                                 | Лошадь                     | Дисциплина       | Штраф   | Место   | Штраф | Всего  | Место | Штраф        | Всего        | Место        | Штраф                 | Всего                 | Место                 | Штраф  | Место |
| ----------------------------------------- | -------------------------- | ---------------- | ------- | ------- | ----- | ------ | ----- | ------------ | ------------ | ------------ | --------------------- | --------------------- | --------------------- | ------ | ----- |
| Фрида Андерсен                            | Box Leo                    | Личный турнир    | 33,30   | 33      | 0,00  | 33,30  | 20    | 0,00         | 33.30        | 13 Q         | 0.00                  | 33,30                 | 12                    | 33,30  | 12    |
| Луиза Ромейке                             | Caspian 15                 | Личный турнир    | 37,70   | 51      | 0,80  | 38,50  | 25    | 5,60         | 44,10        | 24 Q         | 0,40                  | 44,50                 | 24                    | 44,50  | 24    |
| София Шёборг                              | Bryjamolga vh Marienshof Z | Личный турнир    | 33,30   | 33      | 15,00 | 48,30  | 37    | 4,80         | 53,10        | 33           | завершила выступление | завершила выступление | завершила выступление | 53,10  | 33    |
| Фрида Андерсен Луиза Ромейке София Шёборг | См. выше                   | Командный турнир | 104,30  | 13      | 15,80 | 120,10 | 7     | 10,40        | 130,50       | 6            | —                     | —                     | —                     | 130,50 | 6     |

### Конкур
| Спортсмен                                                  | Лошадь         | Дисциплина       | Квалификация | Квалификация | Квалификация | Финал                | Финал                | Финал                |
| Спортсмен                                                  | Лошадь         | Дисциплина       | Штраф        | Время        | Место        | Штраф                | Время                | Место                |
| ---------------------------------------------------------- | -------------- | ---------------- | ------------ | ------------ | ------------ | -------------------- | -------------------- | -------------------- |
| Хенрик фон Экерманн                                        | King Edward    | Личный турнир    | 0            | 74,50        | 7 Q          | DSQ                  | DSQ                  | DSQ                  |
| Рольф-Йёран Бенгтссон                                      | Zuccero HV     | Личный турнир    | 4            | 75,15        | 32           | завершил выступление | завершил выступление | завершил выступление |
| Педер Фредриксон                                           | Catch Me Not S | Личный турнир    | 8            | 74,50        | 43           | завершил выступление | завершил выступление | завершил выступление |
| Хенрик фон Экерманн Рольф-Йёран Бенгтссон Педер Фредриксон | См. выше       | Командный турнир | 17           | 237,93       | 8 Q          | 12                   | 229,76               | 6                    |

## Легкая атлетика
Шведские легкоатлеты выполнили нормативы для участия в Играх 2024 года, пройдя прямую квалификацию или по мировому рейтингу, в следующих соревнованиях (максимум по 3 спортсмена в каждом):
Беговые дисциплины
Мужчины
| Спортсмен         | Дисциплина   | Забеги    | Забеги | Утеш. забеги | Утеш. забеги | Полуфиналы           | Полуфиналы           | Финал                | Финал                |
| Спортсмен         | Дисциплина   | Результат | Место  | Результат    | Место        | Результат            | Место                | Результат            | Место                |
| ----------------- | ------------ | --------- | ------ | ------------ | ------------ | -------------------- | -------------------- | -------------------- | -------------------- |
| Хенрик Ларссон    | 100 м        | 10,24     | 40     | —            | —            | завершил выступление | завершил выступление | завершил выступление | завершил выступление |
| Эрик Эрландссон   | 200 м        | 20,65     | 31 R   | 20,49        | 5 Q          | 20,93                | 23                   | завершил выступление | завершил выступление |
| Андреас Крамер    | 800 м        | 1.44,93   | 4 Q    | —            | —            | 1.46,52              | 23                   | завершил выступление | завершил выступление |
| Самуэль Пильстрём | 1500 м       | 3.36,80   | 21 'R  | 3.33,58      | 4            | завершил выступление | завершил выступление | завершил выступление | завершил выступление |
| Андреас Альмгрен  | 5000 м       | DNS       | DNS    | DNS          | DNS          | DNS                  | DNS                  | DNS                  | DNS                  |
| Карл Бенгтстрём   | 400 м с/б    | 49,34     | 4 R    | 48,63        | 1 Q          | 49,56                | 19                   | завершил выступление | завершил выступление |
| Оскар Эдлунд      | 400 м с/б    | 49,74     | 7 R    | 48,99        | 9            | завершил выступление | завершил выступление | завершил выступление | завершил выступление |
| Сулдан Хассан     | Марафон      | —         | —      | —            | —            | —                    | —                    | 2:11.21              | 28                   |
| Персеус Карлстрём | Ходьба 20 км | —         | —      | —            | —            | —                    | —                    | 1:21.05              | 21                   |

Женщины
| Спортсмен         | Дисциплина | Забеги    | Забеги | Утеш. забеги | Утеш. забеги | Полуфиналы            | Полуфиналы            | Финал                 | Финал                 |
| Спортсмен         | Дисциплина | Результат | Место  | Результат    | Место        | Результат             | Место                 | Результат             | Место                 |
| ----------------- | ---------- | --------- | ------ | ------------ | ------------ | --------------------- | --------------------- | --------------------- | --------------------- |
| Юлия Хенрикссон   | 100 м      | 11,26     | 27     | —            | —            | завершила выступление | завершила выступление | завершила выступление | завершила выступление |
| Юлия Хенрикссон   | 200 м      | 22,79 NR  | 16 Q   | —            | —            | 22,88                 | 21                    | завершила выступление | завершила выступление |
| Нора Линдаль      | 200 м      | 23,33     | 35 R   | 23,51        | 21           | завершила выступление | завершила выступление | завершила выступление | завершила выступление |
| Каролина Викстрём | Марафон    | —         | —      | —            | —            | —                     | —                     | 2:34.20               | 52                    |

Технические дисциплины
Мужчины
| Спортсмен       | Дисциплина      | Полуфиналы | Полуфиналы | Финал                | Финал                |
| Спортсмен       | Дисциплина      | Результат  | Место      | Результат            | Место                |
| --------------- | --------------- | ---------- | ---------- | -------------------- | -------------------- |
| Арман Дюплантис | Прыжки с шестом | 5,75       | =1 Q       | 6,25 WR              | 1                    |
| Тобиас Монтлер  | Прыжки в длину  | 7,82       | 16         | завершил выступление | завершил выступление |
| Даниэль Столь   | Метание диска   | 65,16      | 8 q        | 66,95                | 7                    |
| Рагнар Карлссон | Метание молота  | 73,96      | 15         | завершил выступление | завершил выступление |

Женщины
| Спортсмен           | Дисциплина     | Полуфиналы | Полуфиналы | Финал                 | Финал                 |
| Спортсмен           | Дисциплина     | Результат  | Место      | Результат             | Место                 |
| ------------------- | -------------- | ---------- | ---------- | --------------------- | --------------------- |
| Майя Оскаг          | Тройной прыжок | 13,79      | 19         | завершила выступление | завершила выступление |
| Фанни Роос          | Толкание ядра  | 18,17      | 10 q       | 18,78                 | 7                     |
| Акселина Йоханссон  | Толкание ядра  | 18,16      | 12 q       | 18,03                 | 10                    |
| Ванесса Камга       | Метание диска  | 65,14 NR   | 4 Q        | 65,05                 | 5                     |
| Кайса-Мари Линдфорс | Метание диска  | 59,29      | 27         | завершила выступление | завершила выступление |
| Теа Лёфман          | Метание молота | 69,12      | 18         | завершила выступление | завершила выступление |

## Настольный теннис
Швеция завоевала место в командных соревнованиях и, автоматически, два места в личных соревнованиях мужчин на Чемпионате Европы среди команд 2023 года в Мальмё, Швеция. Аналогичное представительство в женском турнире Швеция получила по рейтингу ITTF среди команд. Квоту на участие в соревнованиях смешанных пар Швеция завоевала на Олимпийском квалификационном турнире 2024 года в Гавиржове, Чехия.
| Спортсмен                                         | Дисциплина      | 1/32 финала                | 1/16 финала            | 1/8 финала                            | Четвертьфиналы                  | Полуфиналы              | Финал / За 3 место     | Финал / За 3 место    |
| Спортсмен                                         | Дисциплина      | Соперник Результат         | Соперник Результат     | Соперник Результат                    | Соперник Результат              | Соперник Результат      | Соперник Результат     | Место                 |
| ------------------------------------------------- | --------------- | -------------------------- | ---------------------- | ------------------------------------- | ------------------------------- | ----------------------- | ---------------------- | --------------------- |
| Трульс Мёрегорд                                   | Мужчины личное  | BELСедрик Нюйтинк В 4–0    | CHNВан Чуцинь В 4–2    | TPEКао Чэнцзюй В 4–1                  | EGYОмар Ассар В 4–1             | BRAУго Кальдерано В 4–2 | CHNФань Чжэньдун П 1–4 | 2                     |
| Антон Кельберг                                    | Мужчины личное  | CGOСахид Идову В 4–3       | FRAФеликс Лебрен П 2–4 | завершил выступление                  | завершил выступление            | завершил выступление    | завершил выступление   | завершил выступление  |
| Трульс Мёрегорд Антон Кельберг Кристиан Карлссон  | Мужчины команды | —                          | —                      | Дания · В 3–0                         | Германия · В 3–0                | Япония · В 3–2          | Китай · П 0–3          | 2                     |
| Линда Бергстрём                                   | Женщины личное  | POLКатаржина Вегржин В 4–1 | CHNЧэнь Мэн П 1–4      | завершила выступление                 | завершила выступление           | завершила выступление   | завершила выступление  | завершила выступление |
| Кристина Кельберг                                 | Женщины личное  | INDШрейя Акула П 0–4       | завершила выступление  | завершила выступление                 | завершила выступление           | завершила выступление   | завершила выступление  | завершила выступление |
| Линда Бергстрём Кристина Кельберг Филиппа Берганд | Женщины команды | —                          | —                      | Гонконг · В 3–2                       | Республика Корея · П 0–3        | завершили выступление   | завершили выступление  | завершили выступление |
| Кристиан Карлссон Кристина Кельберг               | Микст пары      | —                          | —                      | CUBХорхе Кампос Даниэла Фонсека В 4–1 | PRKРи Чжон Сик Ким Кум Ён П 1–4 | завершили выступление   | завершили выступление  | завершили выступление |

## Парусный спорт
Швеция завоевала право выставить по одной лодке (яхте) в нижеследующих классах судов по результатам Чемпионата мира по парусному спорту 2023 года в Гааге, Нидерланды, чемпионата Чемпионат мира 2024 в классе ILCA 6 в Уругвае и регаты «Последний шанс» 2024 года в Йере, Франция.
Гонки с выбыванием
| Спортсмен         | Дисциплина     | Открытые серии | Открытые серии | Открытые серии | Открытые серии | Открытые серии | Открытые серии | Открытые серии | Открытые серии | Открытые серии | Открытые серии | Открытые серии | Открытые серии | Открытые серии | Открытые серии | Открытые серии | Открытые серии | 1/4 финала            | Полуфинал             | Полуфинал             | Полуфинал             | Полуфинал             | Полуфинал             | Полуфинал             | Полуфинал             | Полуфинал             | Финал                 | Финал                 | Финал                 | Финал                 | Финал                 | Финал                 | Финал                 | Финал                 |
| Спортсмен         | Дисциплина     | 1              | 2              | 3              | 4              | 5              | 6              | 7              | 8              | 9              | 10             | 11             | 12             | 13             | 14             | Сумма          | Место          | Место                 | 1                     | 2                     | 3                     | 4                     | 5                     | 6                     | Всего побед           | Место                 | 1                     | 2                     | 3                     | 4                     | 5                     | 6                     | Всего побед           | Место                 |
| ----------------- | -------------- | -------------- | -------------- | -------------- | -------------- | -------------- | -------------- | -------------- | -------------- | -------------- | -------------- | -------------- | -------------- | -------------- | -------------- | -------------- | -------------- | --------------------- | --------------------- | --------------------- | --------------------- | --------------------- | --------------------- | --------------------- | --------------------- | --------------------- | --------------------- | --------------------- | --------------------- | --------------------- | --------------------- | --------------------- | --------------------- | --------------------- |
| Иоганна Хьертберг | Женщины IQFoil | 19             | 17             | 6              | 20             | 23             | 24             | 25 DNS         | 6              | 10             | 20             | 17             | 17             | 18             | 6              | 177            | 20             | завершила выступление | завершила выступление | завершила выступление | завершила выступление | завершила выступление | завершила выступление | завершила выступление | завершила выступление | завершила выступление | завершила выступление | завершила выступление | завершила выступление | завершила выступление | завершила выступление | завершила выступление | завершила выступление | завершила выступление |

Медальные гонки
| Спортсмен                      | Дисциплина      | Гонка | Гонка | Гонка | Гонка | Гонка | Гонка | Гонка | Гонка | Гонка    | Гонка    | Гонка | Гонка | Гонка | Баллы | Место |
| Спортсмен                      | Дисциплина      | 1     | 2     | 3     | 4     | 5     | 6     | 7     | 8     | 9        | 10       | 11    | 12    | M*    | Баллы | Место |
| ------------------------------ | --------------- | ----- | ----- | ----- | ----- | ----- | ----- | ----- | ----- | -------- | -------- | ----- | ----- | ----- | ----- | ----- |
| Юсефин Ульссон                 | Женщины ILCA 6  | 36    | 23    | 28    | 9     | 12    | 1     | 5     | 19    | 31       | отменена | —     | —     | EL    | 128   | 17    |
| Вильма Бобек Ребекка Нетцлер   | Женщины 49-й FX | 14    | 6     | 15    | 4     | 15    | 10    | 2     | 1     | 5        | 1        | 1     | 18    | 2     | 76    | 2     |
| Антон Дальберг Ловиса Карлссон | Микст 470       | 7     | 14    | 1     | 2     | 1     | 13    | 11    | 4     | отменены | отменены | —     | —     | 8     | 47    | 3     |
| Эмиль Йерудд Сесилия Юнссон    | Микст Накра 17  | 13    | 18    | 10    | 8     | 9     | 14    | 8     | 9     | 17       | 7        | 6     | 9     | 12    | 118   | 10    |

M = Медальная гонка; EL = Выбыл – не участвовал в медальной гонке

## Плавание
Шведские пловцы выполнили требования для участия в нижеследующих дисциплинах плавательного турнира Олимпиады (максимум два пловца, выполнивших Олимпийский квалификационный норматив (OST) или, возможно, Олимпийский рассматриваемый норматив (OCT)).
Мужчины
| Спортсмен                                              | Дисциплина              | Заплывы  | Заплывы | Полуфиналы           | Полуфиналы           | Финал                 | Финал                 |
| Спортсмен                                              | Дисциплина              | Время    | Место   | Время                | Место                | Время                 | Место                 |
| ------------------------------------------------------ | ----------------------- | -------- | ------- | -------------------- | -------------------- | --------------------- | --------------------- |
| Бьорн Селигер                                          | 50 м вольный стиль      | 22,21    | 31      | завершил выступление | завершил выступление | завершил выступление  | завершил выступление  |
| Бьорн Селигер                                          | 100 м вольный стиль     | 49,70    | 40      | завершил выступление | завершил выступление | завершил выступление  | завершил выступление  |
| Виктор Юханссон                                        | 400 м вольный стиль     | 3.47,98  | 18      | —                    | —                    | завершил выступление  | завершил выступление  |
| Виктор Юханссон                                        | 800 м вольный стиль     | 7.49,47  | 16      | —                    | —                    | завершил выступление  | завершил выступление  |
| Виктор Юханссон                                        | 1500 м вольный стиль    | 15.05,62 | 17      | —                    | —                    | завершил выступление  | завершил выступление  |
| Виктор Юханссон                                        | 10 км открытая вода     | —        | —       | —                    | —                    | DNS                   | DNS                   |
| Эрик Перссон                                           | 200 м брасс             | 2.10,35  | =7 Q    | 2.10,11              | 13                   | завершил выступление  | завершил выступление  |
| Робин Хансон Бьорн Селигер Элиас Перссон Исак Элиассон | 4 × 100 м вольный стиль | 3.15,71  | 15      | —                    | —                    | завершили выступление | завершили выступление |

Женщины
| Спортсмен                                                         | Дисциплина                | Заплывы | Заплывы | Полуфиналы            | Полуфиналы            | Финал                 | Финал                 |
| Спортсмен                                                         | Дисциплина                | Время   | Место   | Время                 | Место                 | Время                 | Место                 |
| ----------------------------------------------------------------- | ------------------------- | ------- | ------- | --------------------- | --------------------- | --------------------- | --------------------- |
| Сара Шёстрём                                                      | 50 м вольный стиль        | 23,85   | 1 Q     | 23,66 OR              | 1 Q                   | 23,71                 | 1                     |
| Сара Шёстрём                                                      | 100 м вольный стиль       | 52,99   | 1 Q     | 52,87                 | 6 Q                   | 52,16                 | 1                     |
| Мишель Колеман                                                    | 50 м вольный стиль        | 24,55   | 7 Q     | 24,47                 | 9                     | завершила выступление | завершила выступление |
| Мишель Колеман                                                    | 100 м вольный стиль       | 54,10   | 14 Q    | 53,75                 | 12                    | завершила выступление | завершила выступление |
| Луис Ханссон                                                      | 100 м на спине            | 1.00,26 | 15 Q    | 1.00,47               | 15                    | завершила выступление | завершила выступление |
| Луис Ханссон                                                      | 100 м баттерфляй          | 57,57   | 12 Q    | 56,93                 | 8 Q                   | 57,34                 | 8                     |
| Софи Ханссон                                                      | 100 м брасс               | 1.06,66 | 13 Q    | 1.06,96               | 13                    | завершила выступление | завершила выступление |
| Софи Ханссон                                                      | 200 м брасс               | 2.28,10 | 20      | завершила выступление | завершила выступление | завершила выступление | завершила выступление |
| Мишель Колеман Сара Шёстрём Сара Юневик София Остедт Луис Ханссон | 4 × 100 м вольный стиль   | 3.34,35 | 4 Q     | —                     | —                     | 3.33,79 NR            | 5                     |
| Ханна Росвалль Софи Ханссон Луис Ханссон Сара Шёстрём             | 4 × 100 м комбинированная | 3.57,33 | 6 Q     | —                     | —                     | 3.56,92               | 7                     |

Микст
| Спортсмен                                            | Дисциплина                | Заплывы | Заплывы | Финал                 | Финал                 |
| Спортсмен                                            | Дисциплина                | Время   | Место   | Время                 | Место                 |
| ---------------------------------------------------- | ------------------------- | ------- | ------- | --------------------- | --------------------- |
| Ханна Росвалль Эрик Перссон Сара Юневик Робин Хансон | 4 × 100 м комбинированная | 3.46,15 | 12      | завершили выступление | завершили выступление |

## Пляжный волейбол
Швеция получила одну квоту на участие в мужском олимпийском турнире по пляжному волейболу на основании Олимпийского рейтинга FIVB.
| Спортсмены                 | Категория | Групповой этап                                      | Групповой этап                                        | Групповой этап                                        | Групповой этап | 1/8 финала                                           | Четвертьфиналы                                     | Полуфиналы                                     | Финал / Матч за 3 место                          | Место |
| Спортсмены                 | Категория | Соперник Счёт                                       | Соперник Счёт                                         | Соперник Счёт                                         | Место          | Соперник Счёт                                        | Соперник Счёт                                      | Соперник Счёт                                  | Соперник Счёт                                    | Место |
| -------------------------- | --------- | --------------------------------------------------- | ----------------------------------------------------- | ----------------------------------------------------- | -------------- | ---------------------------------------------------- | -------------------------------------------------- | ---------------------------------------------- | ------------------------------------------------ | ----- |
| Давид Оман Йонатан Хельвиг | Мужчины   | AUSИзак Каррачер / Марк Николайдис В (21–14, 21–19) | QATШериф Юнусс / Ахмед Тиджан П (21–15, 19–21, 18–20) | ITAСамуэле Коттафава / Паоло Николаи П (22–24, 17–21) | 3 Q            | CUBХорхе Алайо / Нослен Диас В (21–11, 26–28, 15–11) | BRAЭвандро Оливейра / Артур Ланси В (21–17, 21–16) | QATШериф Юнусс / Ахмед Тиджан В (21–13, 21–17) | GERНильс Элерс / Клеменс Виклер В (21–10, 21–13) | 1     |

## Прыжки в воду
Швеция завоевала на Чемпионате мира по водным видам спорта 2023 года в Фукуоке, Япония одно место в личных соревнованиях на 3-метровом трамплине у женщин.
| Спортсмен       | Дисциплина                  | Квалификация | Квалификация | Полуфинал | Полуфинал | Финал  | Финал |
| Спортсмен       | Дисциплина                  | Баллы        | Место        | Баллы     | Место     | Баллы  | Место |
| --------------- | --------------------------- | ------------ | ------------ | --------- | --------- | ------ | ----- |
| Эмилия Нильссон | Женщины 3-метровый трамплин | 295,20       | 10 Q         | 279,60    | 11 Q      | 279,40 | 9     |

## Скейтбординг
Швеция получила одно место в мужские соревнования в дисциплине парк на основании Олимпийского рейтинга OWSR.
| Спортсмен      | Дисциплина   | Заезд | Заезд | Финал                | Финал                |
| Спортсмен      | Дисциплина   | Счет  | Место | Счет                 | Место                |
| -------------- | ------------ | ----- | ----- | -------------------- | -------------------- |
| Хампус Винберг | Парк мужчины | 88,29 | 9     | завершил выступление | завершил выступление |

## Современное пятиборье
Швеция завоевала одно место в женском турнире в соответствии с Мировым рейтингом UIPM.
| Спортсмен     | Дисциплина     | Дисциплина | Фехтование (шпага до 1 укола) | Фехтование (шпага до 1 укола) | Фехтование (шпага до 1 укола) | Фехтование (шпага до 1 укола) | Плавание (200 м вольный стиль) | Плавание (200 м вольный стиль) | Плавание (200 м вольный стиль) | Конный спорт (конкур) | Конный спорт (конкур) | Конный спорт (конкур) | Конный спорт (конкур) | Комбинация: стрельба и бег (10 м пистолет)/(3200 м) | Комбинация: стрельба и бег (10 м пистолет)/(3200 м) | Комбинация: стрельба и бег (10 м пистолет)/(3200 м) | Сумма                 | Место                 |
| Спортсмен     | Дисциплина     | Дисциплина | ОР                            | Место                         | Баллы                         | БР                            | Время                          | Место                          | Баллы                          | Время                 | Штраф                 | Место                 | Баллы                 | Время                                               | Место                                               | Баллы                                               | Сумма                 | Место                 |
| ------------- | -------------- | ---------- | ----------------------------- | ----------------------------- | ----------------------------- | ----------------------------- | ------------------------------ | ------------------------------ | ------------------------------ | --------------------- | --------------------- | --------------------- | --------------------- | --------------------------------------------------- | --------------------------------------------------- | --------------------------------------------------- | --------------------- | --------------------- |
| Марлена Явайд | Женский турнир | Полуфинал  | 18-17                         | 15                            | 215                           | 0                             | 2.20,65                        | 13                             | 269                            | 66,82                 | 10                    | 11                    | 290                   | 12.09<81                                            | 13                                                  | 571                                                 | 1345                  | 12                    |
| Марлена Явайд | Женский турнир | Финал      | завершила выступление         | завершила выступление         | завершила выступление         | завершила выступление         | завершила выступление          | завершила выступление          | завершила выступление          | завершила выступление | завершила выступление | завершила выступление | завершила выступление | завершила выступление                               | завершила выступление                               | завершила выступление                               | завершила выступление | завершила выступление |

## Стрельба
Швеция завоевала семь мест в олимпийском турнире стрелков на различных этапах отбора, включая Чемпионат мира по стрельбе 2023 года в Баку, Азербайджан, Чемпионат мира по стендовой стрельбе 2023 года в Осиеке, Хорватия, Чемпионат Европы по стендовой стрельбе 2022 года в Ларнаке, Кипр, Европейские игры 2023 года во Вроцлаве, Польша, Чемпионат Европы в дисциплинах на 25 и 50 м 2024 года в Осиеке, Хорватия, Олимпийский квалификационный турнир ISSF по стендовой стрельбе 2024 года в Дохе, Катар и Мировой олимпийский рейтинг. Еще две квоты Швеция получила благодаря квалификации стрелков в других дисциплинах согласно правилам ISSF. Квалифицировав по одному спортсмену обоего пола в ските, Швеция получила право выставить смешанную команду в этой дисциплине.
Мужчины
| Спортсмен              | Дисциплина                            | Квалификация | Квалификация | Финал                | Финал                |
| Спортсмен              | Дисциплина                            | Баллы        | Место        | Баллы                | Место                |
| ---------------------- | ------------------------------------- | ------------ | ------------ | -------------------- | -------------------- |
| Виктор Линдгрен        | Винтовка из трёх положений, 50 метров | 589          | 13           | завершил выступление | завершил выступление |
| Виктор Линдгрен        | Пневматическая винтовка, 10 метров    | 630,7        | 6 Q          | 251.4                | 2                    |
| Маркус Мадсен          | Винтовка из трёх положений, 50 метров | 589          | 12           | завершил выступление | завершил выступление |
| Маркус Мадсен          | Пневматическая винтовка, 10 метров    | 625,0        | 40           | завершил выступление | завершил выступление |
| Рикард Левин-Андерссон | Трап                                  | 123          | 4 Q          | 30                   | 4                    |
| Стефан Нильссон        | Скит                                  | 122          | 5 Q          | 27                   | 5                    |
| Маркус Свенссон        | Скит                                  | 118          | 18           | завершил выступление | завершил выступление |

Женщины
| Спортсмен        | Дисциплина          | Квалификация | Квалификация | Финал                 | Финал                 |
| Спортсмен        | Дисциплина          | Баллы        | Место        | Баллы                 | Место                 |
| ---------------- | ------------------- | ------------ | ------------ | --------------------- | --------------------- |
| Стина Лавнер     | Пистолет, 25 метров | 573          | 30           | завершила выступление | завершила выступление |
| Виктория Ларссон | Скит                | 118          | 11           | завершила выступление | завершила выступление |

Микст
| Спортсмен                        | Дисциплина | Квалификация | Квалификация | Финал                 | Финал                 |
| Спортсмен                        | Дисциплина | Баллы        | Место        | Баллы                 | Место                 |
| -------------------------------- | ---------- | ------------ | ------------ | --------------------- | --------------------- |
| Маркус Свенссон Виктория Ларссон | Скит       | 136          | 15           | завершили выступление | завершили выступление |

## Триатлон
Швеция завоевала одно квотное место в женские соревнования на основании Индивидуального рейтинга World Triathlon.
Личное
| Спортсмен      | Категория | Время             | Время     | Время             | Время     | Время       | Время   | Место |
| Спортсмен      | Категория | Плавание (1,5 км) | Переход 1 | Велосипед (40 км) | Переход 2 | Бег (10 км) | Всего   | Место |
| -------------- | --------- | ----------------- | --------- | ----------------- | --------- | ----------- | ------- | ----- |
| Тильда Менссон | Женщины   | 24.03             | 0.59      | 57.48             | 0.33      | 35.59       | 1:59.22 | 23    |